# اسپرینگ لیک هایتس، نیوجرسی
اسپرینگ لیک هایتس (به انگلیسی: Spring Lake Heights) شهری در ایالت نیوجرسی کشور ایالات متحده آمریکا است که جمعیت آن در سرشماری سال ۲۰۱۰ میلادی، ۴٬۷۱۳ نفر بوده‌است.